# Jeffery
Панцирник Jeffery був збудований 1915 автомобілебудівною компанією Thomas B. Jeffery Company з Кеноші (англ. Kenosha) штату Вісконсин в час Першої світової війни на базі вантажівки Jeffery Quad 4017 , як один з перших серійних панцирників США після панцирника Davidson-Cadillac.
Перший дослідний панцирник відправили у березні 1916 генералу Джону Першінгу, який в час Мексиканської експедиції відбивав напад загонів Панчо Вільї на місто Колумбус у штаті Нью-Мексико. Пізніше партія панцирників була передана Великій Британії задля використання у Британській Індії. Там у Північно-Західній пограничній провінції провадили з листопада 1916 по липень 1917 блокаду пуштунських племен моманд, що нападали на Пешавар. На панцирниках військові здійснювали рейди з блокгаузів. Панцирники не брали участі у боях в Європі.
На базі вантажівки Jeffery Quad 4017 був збудований панцирник для російської армії за планами штабс-капітана Поплавко.